# Thiên đình
Thiên đình (tiếng Trung: 天廷) hay Thiên cung (tiếng Trung: 天宫), Tử Vi cung (tiếng Trung: 紫微宫), Tử cung (tiếng Trung: 紫宫) là trung tâm quyền lực chính trị, chính quyền trung ương trong thần thoại Trung Quốc.
Thiên đình xuất hiện nhiều trong các tác phẩm "Phong thần diễn nghĩa", "Tây du ký", "Nam du ký", đây đều là các tiểu thuyết thời cổ đại viết về thần tiên, yêu ma, quỷ quái. Trong đó có miêu tả về Ngũ đại Thượng đế (Đông Hoàng Thái Nhất, Hạo Thiên Ngọc Hoàng Đại Đế, Đông Vương Đại Đế, Chân Vũ Đại Đế, Thiên Trung Bắc Cực Tử Vi Đại Đế là những người lãnh đạo tối cao của tam giới (Thiên, Địa, Minh), lục đạo (luân hồi), ngũ hành (chư thiên), âm dương (sinh tử). Đồng thời, thiên đình cũng là nơi lưu trú và làm việc của thiên thần một số tiên nhân (phần lớn thần tiên làm việc tại hạ giới), cửa vào là đông tây nam bắc bốn thiên môn.
Tương truyền, thiên đình nằm ở thiên vị cao nhất của tầng trời thứ 36; nơi cao nhất trong thiên đình là Di La cung; nơi cao nhất trong Di La cung là Hoàng Cực Lăng Tiêu điện (hay Lăng Tiêu bảo điện), Ngọc Hoàng đại đế thiết triều tại điện này. Nhưng theo Phật giáo, Thiên Đình chính là ở cung trời Đao Lợi, còn tầng "trời" thứ 33. Như vậy, Ngọc Hoàng ở vị trí kém hơn Thiên Ma Vương Ba Tuần hoàng đế của Tha Hóa Tự Tại thiên, do có đại phước nên được làm vua trời, tuy nhiên vì có quá nhiều phước báu nên sa đọa và trở thành Ma Vương.

## Kiến trúc thiên đình
Theo điển tích ghi lại, Thiên đình có 108 tòa thiên cung bảo điện chính, được sắp xếp theo thiên cương, địa sát. 

### 36 thiên cung
36 thiên cung gồm có: Khiển Vân cung, Tì Sa cung, Tam Thanh cung, Ngũ Minh cung, Đâu Suất cung, Di La cung, Quang Minh cung, Diệu Nham cung, Thái Dương cung, Hóa Nhạc cung, Vân Lâu cung, Ô Hạo cung, Đồng Hoa cung, Quảng Hàn cung, Chu Tước cung, Quỳnh Hoa cung, Tử Tiêu cung, Đấu Ngưu cung, Ngọc Thanh cung, Đồng Lư cung, Hoa Nhạc cung, Tinh Nguyệt cung, Tinh Nhật cung, Tịnh Cư cung, Tử Vi cung, Hoa Dược cung, Ngọc Minh cung, Côn Luân cung, Huyền Phố cung, Lãng Phong điện, Thiên Dong thành, Tử Thúy đan phòng, Ngọc Anh cung, Bích Ngọc đường,Thiên Duy Cung, Dao Trì cung.

### 72 bảo điện
72 bảo điện gồm có: Triều Hội điện, Lăng Hư điện, Bảo Quang điện, Thông Minh điện, Sơ Lợi điện, Thiên Vương điện, Phệ Hương điện, Linh Quan điện, Lăng Tiêu điện, Tiếp Dẫn điện, Thái Dương điện, Thái Âm điện, Tiêu Cầm điện, Dương Giao điện, Dịch Giãn điện, Từ Can điện, Thác Tịnh điện, Nhật Tán điện, Hòa Sương điện, Liên Hoa điện, Tử Dần điện, Tiên Thiên Điện,Triều Quyên điện...